# Magic!
Magic! (estilizado como MAGIC!) é uma banda de reggae fusion canadense formada pelos músicos Nasri (vocais e guitarra rítmica), Mark Pellizzer (vocais e guitarra solo), Ben Spivak (vocais de apoio e baixo) e Alex Tanas (vocais de apoio de bateria). Seu single de estreia foi lançado em 2013, intitulado "Rude", do álbum de estreia Don't Kill the Magic.
O single de estreia, "Rude" alcançou a posição 6 na Canadian Hot 100 e teve um ótimo sucesso internacional. A canção alcançou o top 10 em paradas da Austrália, Nova Zelândia, Dinamarca, Holanda e Suécia. O segundo single, "Don't Kill the Magic" estreou em #22, na parada canadense e em #53, na Austrália.

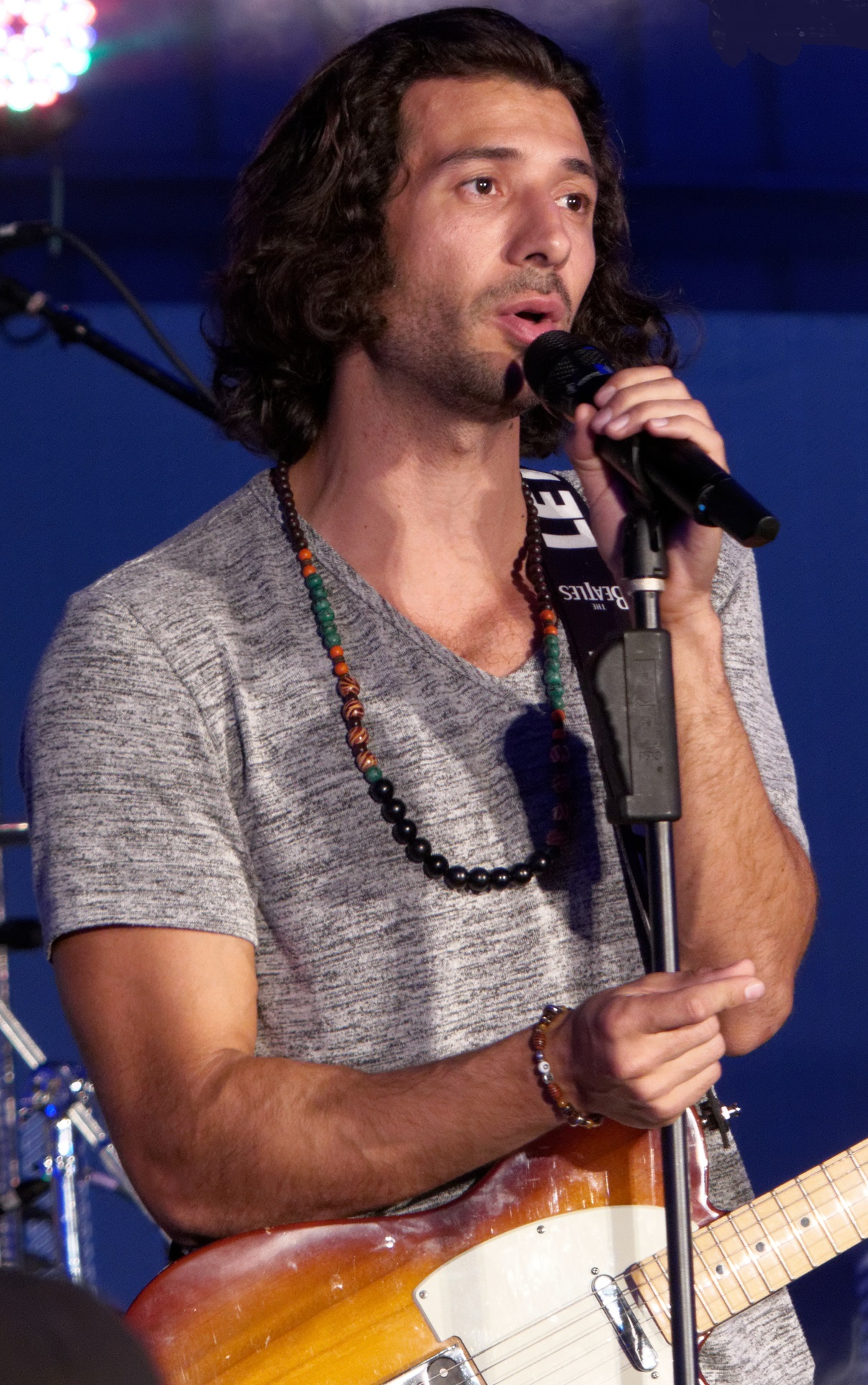
O vocalista Nasri Atweh cantando, em 2014

A banda também fez uma participação na canção "Cut Me Deep" da cantora Shakira. Em 2022, a banda anunciou a saída do baterista Alex Tanas.

## Integrantes

### Formação atual
- Nasri – voz principal e guitarra rítmica
- Mark Pellizzer – guitarra solo e vocals
- Ben Spivak – baixo e vocais de apoio

### Ex-integrantes
- Alex Tanas – bateria e vocais de apoio

## Discografia

### Álbum
| Título               | Detalhes                                                                                   | Melhores posições nas tabelas | Melhores posições nas tabelas | Melhores posições nas tabelas | Melhores posições nas tabelas | Melhores posições nas tabelas |
| Título               | Detalhes                                                                                   | CAN                           | AUS                           | NZ                            | SWE                           | US                            |
| -------------------- | ------------------------------------------------------------------------------------------ | ----------------------------- | ----------------------------- | ----------------------------- | ----------------------------- | ----------------------------- |
| Don't Kill the Magic | - Lançamento: 30 de junho de 2014 - Gravadora(s): SME - Formato(s): CD, download digital   | 5                             | 66                            | 30                            | 35                            | 6                             |
| Primary Colours      | - Lançamento: 1 de julho de 2016 - Gravadora(s): SME - Formato(s): CD, download digital    | 19                            | —                             | —                             | —                             | 114                           |
| Expectations         | - Lançamento: 7 de setembro de 2018 - Gravadora(s): RCA - Formato(s): CD, download digital | —                             | —                             | —                             | —                             | —                             |

### Singles
| Título                                                                                      | Ano  | Melhores posições na tabela | Melhores posições na tabela | Melhores posições na tabela | Melhores posições na tabela | Melhores posições na tabela | Melhores posições na tabela | Melhores posições na tabela | Melhores posições na tabela | Melhores posições na tabela | Melhores posições na tabela | Melhores posições na tabela | Certificações                                          | Álbum                |
| Título                                                                                      | Ano  | CAN                         | AUS                         | AUT                         | CHE                         | DEN                         | GER                         | NZ                          | SCO                         | SWE                         | UK                          | US                          | Certificações                                          | Álbum                |
| ------------------------------------------------------------------------------------------- | ---- | --------------------------- | --------------------------- | --------------------------- | --------------------------- | --------------------------- | --------------------------- | --------------------------- | --------------------------- | --------------------------- | --------------------------- | --------------------------- | ------------------------------------------------------ | -------------------- |
| "Rude"                                                                                      | 2013 | 6                           | 2                           | 3                           | 11                          | 3                           | 10                          | 2                           | 1                           | 2                           | 1                           | 1                           | - : 3× Platina - : 4× Platina - : 2× Platina - : Prata | Don't Kill the Magic |
| "Don't Kill the Magic"                                                                      | 2014 | 22                          | 53                          | —                           | —                           | —                           | —                           | —                           | —                           | —                           | —                           | —                           |                                                        | Don't Kill the Magic |
| "Let Your Hair Down"                                                                        | 2014 | 20                          | —                           | —                           | —                           | —                           | —                           | —                           | —                           | —                           | —                           | —                           | - : Platina                                            | Don't Kill the Magic |
| "No Way No"                                                                                 | 2015 | 23                          | —                           | —                           | —                           | —                           | —                           | —                           | —                           | —                           | —                           | —                           | - : Ouro                                               | Don't Kill the Magic |
| "#SundayFunday"                                                                             | 2015 | 72                          | —                           | —                           | —                           | —                           | —                           | —                           | —                           | —                           | —                           | —                           |                                                        | —                    |
| "Lay You Down Easy"                                                                         | 2016 | 36                          | 91                          | —                           | —                           | —                           | —                           | —                           | —                           | —                           | —                           | —                           |                                                        | Primary Colours      |
| "—" denota itens que não entraram nas tabelas musicais ou não foram lançados no território. |      |                             |                             |                             |                             |                             |                             |                             |                             |                             |                             |                             |                                                        |                      |